# Permomerope ramosa
Permomerope ramosa is een fossiele soort schietmot uit de familie Protomeropidae.